# Эйер
Эйер (норв. Øyer) — коммуна в губернии Оппланн в Норвегии. Административный центр коммуны — город Тингберг. Официальный язык коммуны — нейтральный. Население коммуны на 2007 год составляло 4929 чел. Площадь коммуны Эйер — 639,93 км², код-идентификатор — 0521.

## История населения коммуны
Население коммуны за последние 60 лет.

Статистика коммуны Эйер